# فردبورگ
فردبورگ (به آلمانی: Fredeburg) یک شهر در آلمان است که در هرتسوگتوم لاونبورگ واقع شده‌است. فردبورگ  ۴۰ نفر جمعیت دارد.